# František Týř
František Týř war ein tschechoslowakischer Tennisspieler.

## Leben
Týř nahm 1920 am Tenniswettbewerb der Olympischen Sommerspiele in Antwerpen teil. Dort trat er nur im Doppel mit Otto Wofek an. Sie schieden zum Auftakt gegen die Briten Oswald Turnbull und Max Woosnam aus, die später Gold gewannen.
Über Týřs Leben ist sonst nur sehr wenig bekannt. Weder seine Geburts- noch Sterbedatum sind überliefert, ebenso wenig wie Informationen über seinen Werdegang neben dem Tennissport. In der Tschechoslowakei spielte er von 1921 bis 1924 viermal beim Hainz Memorial, das nach dem im Ersten Weltkrieg gefallenen Tennisspieler Jaroslav Hainz benannt ist.